# 南雲智
南雲 智（なぐも さとる、1947年（昭和22年） - ）は、日本の中国文学者。旧・東京都立大学名誉教授、大妻女子大学教授。
新潟県生まれ。1970年桜美林大学文学部卒。東京都立大学大学院人文科学研究科中国文学専攻博士課程満期退学。桜美林大学助教授、1984年東京都立大学人文学部助教授、教授、人文学部長。2005年辞職、名誉教授。2009年桜美林大学教授。2013年大妻女子大学副学長、現在教授。専門は中国近・現代文学。

## 著書
- 『『魯迅日記』の謎』TBSブリタニカ、1996
- 『中国「戯れ歌」ウオッチング』論創社、2000
- 『中国「こばなし」ウォッチング』論創社、2003
- 『田中英光評伝 無頼と無垢と』論創社、2006
- 『戯れ歌が謡う現代中国 「調和社会」への道』桜美林学園出版部〈桜美林ブックス〉、2010

### 共著編
- 『『緑旗』総目録・著者名別索引』編、汲古書院、1996
- 『じっくり読もう中国』金世中共編、光生館、1999
- 『始めよう!中国語』趙暉共著、白水社、2005
- 『中国現代女性作家群像 人間であることを求めて』編著、論創社、2008

### 翻訳
- 李長之『魯迅批判』徳間書店、1990
- 『胡風回想録 隠蔽された中国現代文学史の証言』監訳 宮入いずみ、鷲巣益美訳、論創社、1997
- アイリーン・チャン『ラスト、コーション 色・戒』集英社文庫、2007
- オ・スチンバートル、バ・ムンケデリゲル 原作『内モンゴル民話集』編訳 トルガンシャル・ナブチほか訳、論創社、2012
- 王海鴒『中国式離婚』徳泉方庵共訳 論創社 2014
- 呉淑平『独りじゃダメなの 中国女性26人の言い分』監・訳 宮入いずみ,鷲巣益美,土屋肇枝 ほか訳 論創社 2017